# آندریاس هایک
آندریاس هایک (انگلیسی: Andreas Hajek؛ زادهٔ ۱۶ آوریل ۱۹۶۸) قایقران روئینگ اهل آلمان بود.
وی در مسابقات کشوری و بین‌المللی در مجموع برندهٔ ۷ مدال طلا، ۱ مدال نقره، ۴ مدال برنز شده‌است.